# 胀果芹属
胀果芹属（学名：Phlojodicarpus）是伞形科下的一个属，为多年生草本植物。该属共有2种，分布于俄罗斯西伯利亚至中国东北和西北部。